# أل رينولدز
أل رينولدز (بالإنجليزية: Al Reynolds) هو لاعب كرة قدم أمريكية أمريكي، ولد في 15 فبراير 1938 في وينشستر في الولايات المتحدة.

## وصلات خارجية
- أل رينولدز على موقع مرجع كرة القدم المحترفة.كوم (الإنجليزية)
- أل رينولدز على موقع إن إن دي بي (الإنجليزية)